# Дробинин, Андрей Давыдович
Андрей Давыдович Дробинин (Рабинович) (13 ноября 1961, Москва-13 января 2024 года, Берлин) — российский предприниматель и банкир. Известен как организатор и участник схем ликвидации ряда финансовых учреждений, среди которых банки «Кунцево-банк», «Супримэкс-банк», «РоссИта», «Легпромбанк» и страховой компания «Аско». Является фигурантом ряда уголовных дел.

## Биография
Родился в 1961 году в Москве. Учился в физико- математической школе. После  брака взял фамилию супруги. В финансовых и деловых кругах известен как Андрей Давыдович Дробинин.  В 1989 году приобрел право постоянного проживания в ГДР по линии еврейской иммиграции
С февраля 1991 по июнь 1993 года являлся заместителем генерального директора — председателем правления СП «Супримэкс».
С июля 1993 года — президент «Супримэксбанка», который ранее назывался «Кунцево-банк». Центральный банк отозвал лицензию банка 2 июня 1997 года.
С июня 1996 года — председатель Совета директоров компании «Аско» — крупнейшей страховой российской компанией 1990-х годов, 75 % которой владел «Супримэксбанк». К 1997 году «Супримэксбанк» стал владельцем 90 % акций «Аско».
С августа 1996 по июнь 1997 года — член правления и член Совета директоров АКБ АСКОбанк. 7 февраля 1997 года Андрей Дробинин объявил о намерении сократить пакет принадлежащих ему акций «Аско».
Некоторое время являлся управляющим банком «РоссИта», основным клиентом которого было Управления по обслуживанию дипломатического корпуса (УПДК).
В 1998 года стал начальником рекламного отдела «Легпромбанка», а вскоре стал членом Совета директоров. На тот момент банк занимал 27 место в рейтинге российских финансовых структур. Он обслуживал строительство таких объектов как «Москва-Сити» и «Аквапарка». В июле 1999 года, по данным Департамента инспектирования кредитных организаций Центробанка, «Легпромбанк» увеличил уставный капитал со 115 миллионов до 1,5 миллиарда рублей.
В апреле 2001 года имя Дробинина связывали с захватом здания Тульской областной администрации. Тогда избирательная комиссия приняла решение снять кандидата в губернаторы Тульской области Андрея Самошина от партии «Яблоко», которого поддерживал Дробинин. В 2001 году Дробинин провёл внеочередное собрание пайщиков «Легпромбанк» на котором был пересмотрен реестр пайщиков и устав, также было принято решение назначить председателем Совета директоров самого Дробинина. Данное назначение оспаривал в судебном порядке Евгений Янковский, которого одновременно с этим вывели из состава совета директоров.
В ноябре 2001 года «Легпромбанк» вошел в первый банковский холдинг «Росинбанк». К 1 июля 2002 года «Легпромбанк» занимал 20-ю строчку среди крупнейших российских банков.
2 августа 2002 года Дробинин в здании «Легпромбанка» избил пристава-исполнителя отдела службы судебных приставов по САО г. Москвы Алексея Храмовничева. Храмовничев пришёл исполнить решение Арбитражного суда г. Москвы, касательно выдворения из здания банка Дробинина. В результате драки судебный пристав попал в больницу с диагнозом «множественные ушибы».
В сентябре 2002 года Дробинин был объявлен в международный розыск. В том же году поселился в Берлине .
13 мая 2003 года общее годовое собрание акционеров «Росинбанка» приняло решение вывести из состава совета директоров банка Дробинина.
9 февраля 2004 Центральный банк принял решение отозвать лицензию «Легпромбанка».
Жил  в Германии в Берлине, где стал оказывать существенное влияние на немецкий VPE-Bank и финансируемые им проекты , но впоследствии утратил контроль за бизнесом в результате корпоративного конфликта. Умер в Берлине.